# Тајоли (Верона)
Тајоли је насеље у Италији у округу Верона, региону Венето.
Према процени из 2011. у насељу је живело 14 становника. Насеље се налази на надморској висини од 753 м.